# لورايني (نيويورك)
لورايني (بالإنجليزية: Lorraine, New York)‏ هي بلدة أمريكية تقع في الولايات المتحدة في مقاطعة جيفيرسون. يقدر عدد سكانها بـ 1,037 نسمة ومساحتها 101.0 كم2 وترتفع عن سطح البحر 305 متر.